# Penitenciária de Alcaçuz

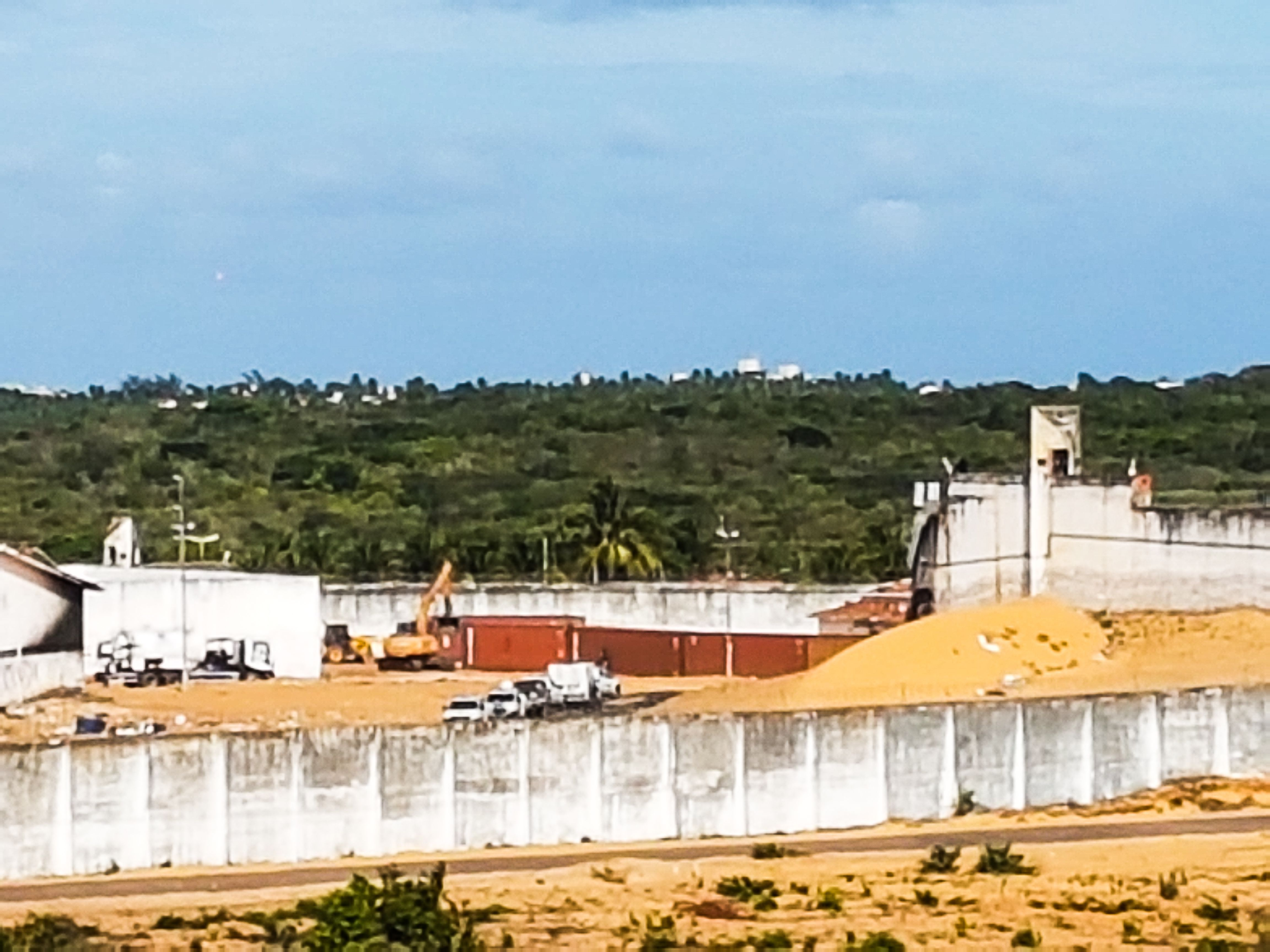
Contêineres sendo instalados na penitenciária em 2017

A Penitenciária Estadual Dr. Francisco Nogueira Fernandes, mais conhecida como  Penitenciária de Alcaçuz, é um unidade prisional brasileira localizada no município de Nísia Floresta, no estado do Rio Grande do Norte, a 25 km da capital Natal. Trata-se da maior penitenciária do estado, e de acordo com dados oficiais abrigava no início do ano de 2017 um número total de 1.083 presos, muito embora tivesse capacidade para apenas 620.
Sua estrutura física é formada por  cinco (5) pavilhões de cela e quatro (4) unidades: Administração, saúde, cozinha e oficinas. Se estende por uma área de cinco mil e novecentos (5.900) metros quadrados construídos. A penitenciária possui cento e cinquenta e uma (151) celas, sendo: 24 celas/adaptação; 07 celas/Padaria, Rancho, Lavanderia; 01 cela/ Horizonte; 01 cela/Seguro; 27 celas/Pavimento 1; 14 celas/ Pavimento 2; 50 celas/Pavimento 3; 15 celas/ Pavimento 4; 12 celas/ Setor Médico.

## Rebeliões
No dia 14 de janeiro de 2017, 26 presos foram assassinados em uma rebelião na Penitenciária de Alcaçuz. De acordo com o governo do Rio Grande do Norte, a rebelião teve início por volta das 17h (18h no horário de Brasília), quando presos do pavilhão 5, chamado de Presídio Rogério Madruga Coutinho, invadiram o pavilhão 4 para matar rivais. A rebelião não atingiu os pavilhões 1, 2 e 3.
Os líderes da rebelião pertencem ao PCC e foram transferidos para outras unidades prisionais do estado. O então governador do estado, Robinson Faria, informou que pediria ao governo federal um reforço do efetivo da Força Nacional de Segurança "para o enfrentamento à crise instalada no sistema penitenciário", e pediu uma audiência com o presidente Michel Temer para tratar sobre a situação. Em setembro, 116 homens da Força Nacional chegaram ao Rio Grande do Norte. Em 9 de janeiro de 2017, o Ministério da Justiça autorizou a prorrogação da permanência do efetivo no Estado por 60 dias. Junto com Porto Alegre e Aracaju, Natal integra a lista das três capitais escolhidas para o início do Plano Nacional de Segurança (PNS), elaborado pelo governo federal com auxílio dos Estados. Segundo o governo, os "problemas penitenciários" de Natal geraram um aumento no número de homicídios no segundo semestre do ano passado.